# Sean McDermott (allenatore di football americano)
Sean McDermott (Omaha, 21 marzo 1974) è un allenatore di football americano statunitense che svolge il ruolo di capo-allenatore dei Buffalo Bills della National Football League (NFL).

## Carriera
McDermott iniziò la carriera come assistente allenatore nella NFL con i Philadelphia Eagles nel 1999. Dopo avere ricoperto vari ruoli, nel 2009 fu promosso come coordinatore difensivo, incarico che mantenne per due stagioni, prima di venire licenziato. Nel 2011 divenne coordinatore difensivo dei Carolina Panthers, con cui nel 2015 raggiunse il Super Bowl 50, perso contro i Denver Broncos, anno in cui si classificò terzo nel premio di coordinatore offensivo dell'anno assegnato da Pro Football Focus. L'11 gennaio 2017, McDermott fu assunto come nuovo capo-allenatore dei Buffalo Bills, riuscendo al primo tentativo a riportarli ai playoff dopo 17 stagioni di assenza.

## Record come capo-allenatore
| Squadra |        | Stagione regolare | Stagione regolare | Stagione regolare | Stagione regolare | Stagione regolare | Playoff | Playoff | Playoff                                                          |
| Squadra | Anno   | Vinte             | Perse             | Pari              | %                 | Posizione         | Vinte   | Perse   | Risultato                                                        |
| ------- | ------ | ----------------- | ----------------- | ----------------- | ----------------- | ----------------- | ------- | ------- | ---------------------------------------------------------------- |
| BUF     | 2017   | 9                 | 7                 | 0                 | .563              | 2º nella AFC East | 0       | 1       | Sconfitta nell'AFC Wild Card Game contro i Jacksonville Jaguars  |
| BUF     | 2018   | 6                 | 10                | 0                 | .375              | 3º nella AFC East | -       | -       | -                                                                |
| BUF     | 2019   | 10                | 6                 | 0                 | .625              | 2º nella AFC East | 0       | 1       | Sconfitta nell'AFC Wild Card Game contro i Houston Texans        |
| BUF     | 2020   | 13                | 3                 | 0                 | .813              | 1º nella AFC East | 2       | 1       | Sconfitta nell'AFC Championship Game contro i Kansas City Chiefs |
| BUF     | 2021   | 11                | 6                 | 0                 | .647              | 1º nella AFC East | 1       | 1       | Sconfitta nell'AFC Divisional Game contro i Kansas City Chiefs   |
| BUF     | 2022   | 13                | 3                 | 0                 | .813              | 1º nella AFC East | 1       | 1       | Sconfitta nell'AFC Divisional Game contro i Cincinnati Bengals   |
| BUF     | 2023   | 11                | 6                 | 0                 | .647              | 1º nella AFC East | 1       | 1       | Sconfitta nell'AFC Divisional Game contro i Kansas City Chiefs   |
| BUF     | 2024   | 13                | 4                 | 0                 | .765              | 1º nella AFC East | 2       | 1       | Sconfitta nell'AFC Championship Game contro i Kansas City Chiefs |
| Totale  | Totale | 86                | 45                | 0                 | .656              |                   | 7       | 7       |                                                                  |